# فنادق وأجنحة كارلتون
فنادق وأجنحة كارلتون هي شركة ضيافة متعددة الجنسيات مقرها دبي وتدير الفنادق في الغالب في الشرق الأوسط وعبر أوروبا. تأسس عام 1977 مع فندق كارلتون تاور في ديرة وكان أول فندق 5 نجوم في دبي. تتكون سلسلة الفنادق من 9 فنادق مدارة مباشرة و 3 فنادق حاصلة على امتياز.
يقع المقر الرئيسي لفنادق وأجنحة كارلتون على يمين البرجين التوأمين خلف برج خليفة مباشرةً، على طريق الشيخ زايد في دبي، الإمارات العربية المتحدة.

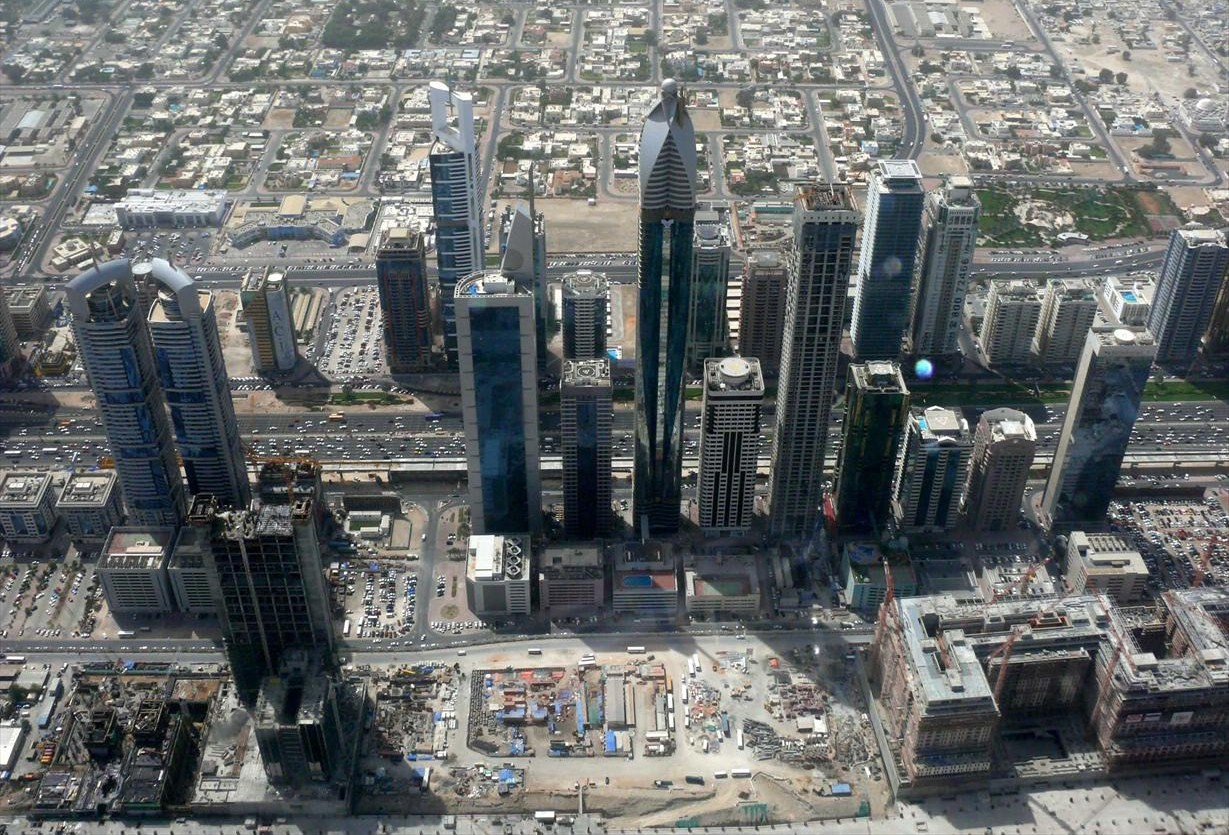
كارلتون داون تاون على شارع الشيخ زايد

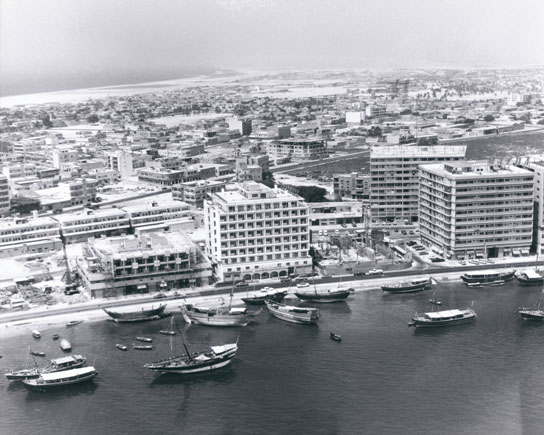
فندق كارلتون تاور كأول فندق 5 نجوم في دبي عام 1977

## تاريخ
فنادق وأجنحة كارلتون مملوكة لشركة المستثمر الأول ذ.م.م. شركة تابعة لمجموعة الفردان القابضة - التي لديها أكثر من 25 عامًا من الخبرة الاستثمارية العالمية. تم إنشاء أول فندق كارلتون في أكتوبر 1977. في الوقت الحاضر، حققت الشركة قفزة هائلة من خلال الانضمام إلى المزيد من العقارات. في عام 2017، انضم فندق كارلتون داون تاون الشهير إلى السلسلة. في عام 2018، شارك الرئيس التنفيذي لفنادق وأجنحة كارلتون، السيد حسني عبد الهادي، المزيد من خطط التوسع وأن فنادق كارلتون ستنمو في ستاتور. اعتبارًا من الآن، تشغل سلسلة الفنادق 12 فندقًا في 3 دول في قارتين بإجمالي 1156 غرفة فندقية للعمليات المباشرة. تمت إضافة آخر فندق إلى السلسلة في فبراير 2020. يوجد حاليًا فندق واحد آخر قيد الإنشاء - كارلتون دبي كريك، والذي من المقرر افتتاحه في أوائل عام 2022.

## إنجازات
- يحتل كارلتون داون تاون أحد البرجين التوأمين، والذي كان يُعرف سابقًا باسم فندق وأجنحة أنجسانا. تم تضمين هذا المبنى كواحد من أعلى 30 فندقًا في العالم [8][9][10] وله واحد من أعلى الأسطح المفتوحة مع حمام سباحة في العالم.
- في شهر رمضان المبارك عام 2017، ادعى فندق كارلتون داون تاون أنهم أقاموا أعلى خيمة رمضانية في العالم.[11][12] تشتهر كارلتون داون تاون على وجه الخصوص باحتفالاتها الفريدة بشهر رمضان وتجذب العديد من السياح من جميع أنحاء العالم لهذه العطلة.[13]
- في عام 2019، أدرجت مجلة هوتيلير الشرق الأوسط الرئيس التنفيذي لفنادق وأجنحة كارلتون كواحدة من أفضل 50 فندقًا تأثرًا بقطاع الضيافة، حيث احتلت المرتبة 37 [14]

## كمية الغرفة
اعتبارًا من الآن، تضم فنادق وأجنحة كارلتون ما مجموعه 1156 غرفة:
| #      | اسم الخاصية       | عام الافتتاح | كمية الغرفة |
| ------ | ----------------- | ------------ | ----------- |
| 1      | كارلتون داون تاون | 2017         | 361         |
| 2      | كارلتون بالاس     | 2016         | 212         |
| 3      | كارلتون تاور      | 1977         | 158         |
| 4      | كارلتون البرشاء   | 2020         | 299         |
| 5      | كارلتون دبي كريك  | 2022         | 126         |
| مجموع: | مجموع:            | مجموع:       | 1156        |

## ملكيات
يوجد إجمالي 14 عقارًا تديرها فنادق وأجنحة كارلتون،  بينما يتم تشغيل 5 منها بشكل مباشر.

### الإدارة المباشرة
- كارلتون داون تاون، دبي، الإمارات العربية المتحدة [18][19][20][21][22]
- فندق كارلتون بالاس، دبي، الإمارات العربية المتحدة [23]
- فندق كارلتون تاور، دبي، الإمارات العربية المتحدة [24]
- فندق كارلتون البرشاء، دبي، الإمارات العربية المتحدة [25]
- فندق كارلتون دبي كريك، دبي، الإمارات العربية المتحدة

تعمل هذه الفنادق تحت أسماء مستقلة لكنها مملوكة لفنادق وأجنحة كارلتون:
- القصر الإمبراطوري من كارلتون، عمان، الأردن [26]
- فندق صن، ماريانسكي لازني، جمهورية التشيك [27]
- فندق بيلفيدير، ماريانسكي لازني، جمهورية التشيك
- فندق سبا، براغ، جمهورية التشيك
- فندق لازني ياخيموف، ياشيموف، جمهورية التشيك

### الامتياز المملوك
هناك أيضًا 4 امتيازات تديرها سلاسل فنادق أخرى:
- شقق ماريوت التنفيذية، دبي، الإمارات العربية المتحدة
- فنادق روتانا، دبي، الإمارات العربية المتحدة
- فور بوينتس شيراتون، دبي، الإمارات العربية المتحدة
- بست ويسترن، دبي، الإمارات العربية المتحدة

## أنظر أيضا
- قائمة المباني الشاهقة في دبي